# ビルベリー

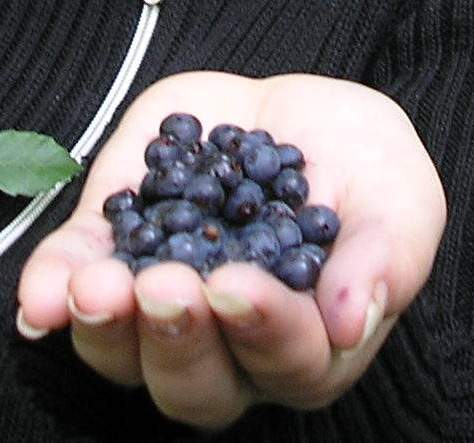
ビルベリーの果実

ビルベリー（英: Bilberry）は、ツツジ科スノキ属 (Vaccinium) のいくつかの低灌木種を指す。食用可能な果実が実る。最も多く言及される種はセイヨウスノキ (Vaccinium myrtillus L.) であるが、いくつかの近縁種が存在する。

## 俗名
ビルベリー（特にセイヨウスノキ）は、ホワートルベリー (whortleberry)、ウィンベリー (winberry, whinberry)、ブレーベリー (blaeberry)、ヨーロッパブルーベリー (European blueberry) などとも呼ばれる。なおブルーベリーは同じスノキ属のCyanococcus節（スノキ節）やMyrtillus節（クロウスゴ節）など含めた総称・俗名であり、Myrtillus節のビルベリーはブルーベリーの1種である。

## 種
ビルベリー類はスノキ属のいくつかの近縁種を含んでいる。
- セイヨウスノキ Vaccinium myrtillus L.(bilberry)
- クロマメノキ Vaccinium uliginosum L.(bog bilberry, bog blueberry, bog whortleberry, bog huckleberry, northern bilberry, ground hurts)
- Vaccinium caespitosum Michx. (dwarf bilberry)
- Vaccinium deliciosum Piper (cascade bilberry)
- Vaccinium membranaceum (mountain bilberry, black mountain huckleberry, black huckleberry, twin-leaved huckleberry)
- クロウスゴ Vaccinium ovalifolium (oval-leafed blueberry, oval-leaved bilberry, mountain blueberry, high-bush blueberry).

## 病気
ビルベリー植物は、Phytophthora kernoviaeによって引き起こされる「Bilberry Blight」の被害を受ける。

## 野生種および栽培種の収穫

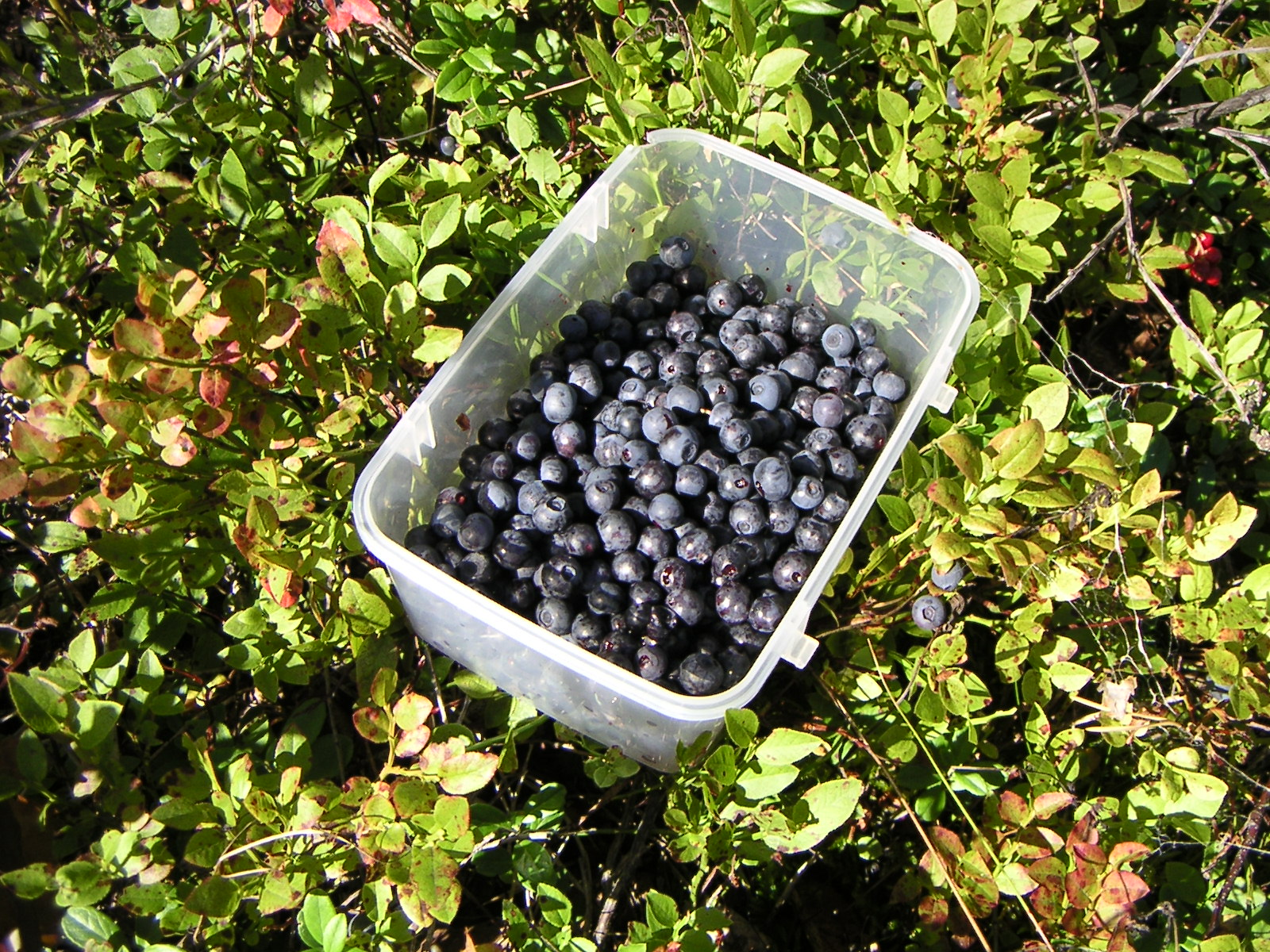
フィンランドのビルベリー果実

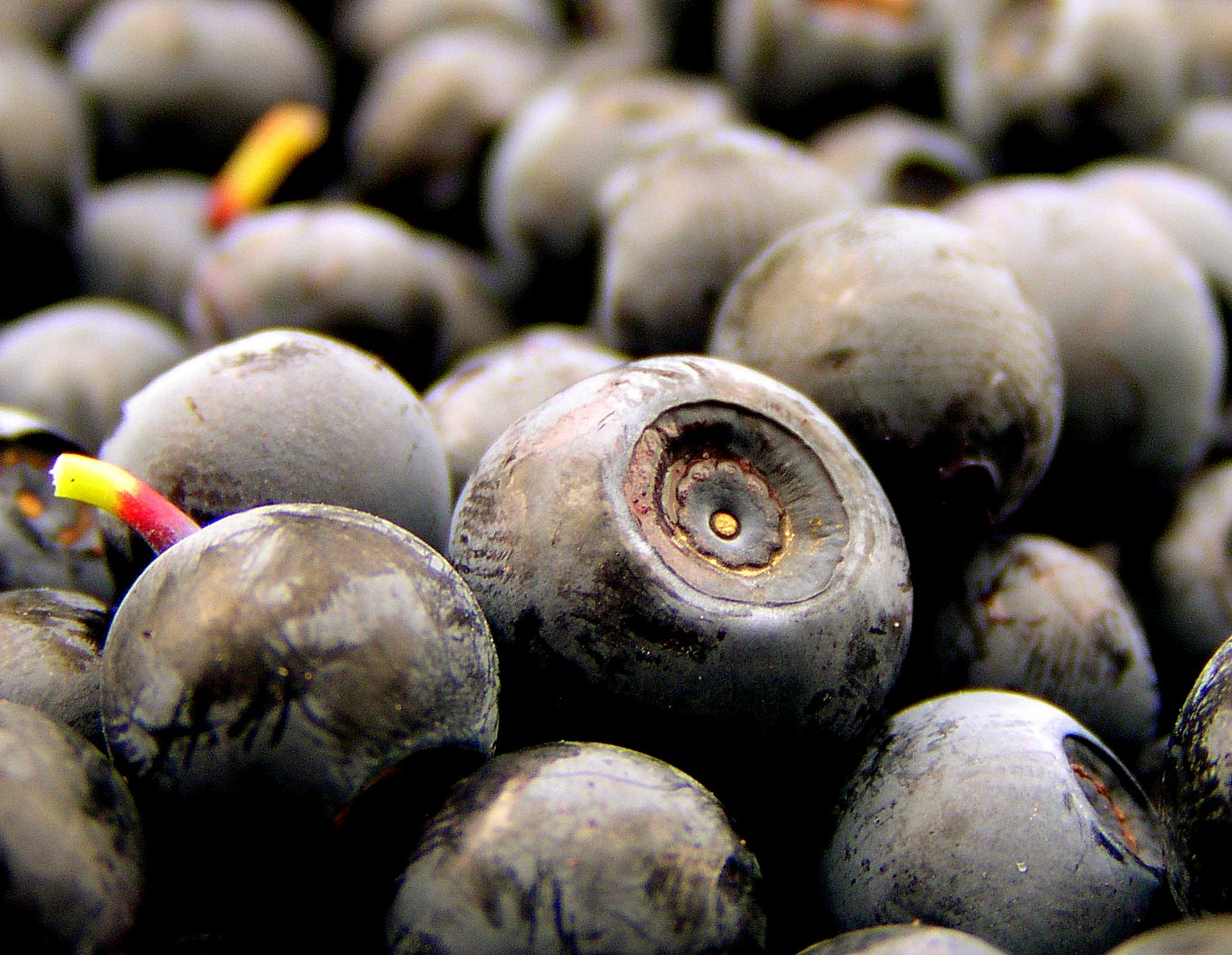
ノルウェーで採取された野生のビルベリー。

ビルベリー類は、世界の温帯および亜寒帯地域の至るところの酸性度が高く栄養不足の土壌で見られる。これらは、スノキ属に分類される北米の野生および栽培種のブルーベリー類およびハックルベリー類と近縁である。ビルベリーの一つの特徴は、ブルーベリーのように房を作らず単一あるいは一対のベリーを付けることである。ブルーベリー類はより常緑葉を有している。
ビルベリーは、20cm～60cmの落葉性の低木で、青紫色の果実をつけ、ブルーベリーの果実よりも小さいが味わい深い。ブルーベリーの果実の果肉は薄い緑色であるのに対して、ビルベリーの果肉は赤色あるいは紫色であり、生の果実を食べると指や唇に濃い色が付く。ビルベリーの赤色の果汁は、子供に正しい歯の磨き方を示すためにヨーロッパの歯科医によって使用されている。
ビルベリー類は育てるのが極めて難しく、ゆえにほとんど栽培されていない。果実はほとんど、公的に利用できる土地、特にフィンランド、スウェーデン、ノルウェー、アイスランド、スコットランド、ウェールズ、アイルランド、イングランドの一部、アルプスの国々、ウクライナのカルパティア山脈、ベラルーシ、ルーマニア、ブルガリア、スロバキア、ポーランド、トルコ北部、ロシアで生育している野生の植物から採取される。オーストリア、フィンランド、ノルウェー、スウェーデン、スイスでは、個人庭園および自然保護区を例外として、土地の所有権にかかわりなく、ビルベリーを採取することは自然享受権である。
ビルベリーはリンゴンベリーのように熊手で収穫できるが、より傷付きやすい。ビルベリーはブルーベリーよりも柔く、汁気が多く、輸送が困難である。これらの要素のため、ビルベリーは市場などで生の状態でのみ入手可能である。
フィンランドでは、ビルベリーは森で採取される。これは生で食べたりジャムや料理に使われたりする。有名なビルベリーを用いた料理はビルベリーパイ（フィンランド語: mustikkapiirakka、スウェーデン語: blåbärspaj）である。
アイルランドでは、ビルベリーはfraughan（アイルランド語のfraochánに由来する）として知られており、Fraughan Sundayとして知られる7月の最終日曜日に伝統的に採取される。
ビルベリーはまた、8月のルーナサ（ゲール人によって祝われるその年初めての伝統的収穫祭）にも採取される。ビルベリーの収穫高は、その年の残りの作物の出来を占うと言われている。
ビルベリーの果実は、生で食べるか、ジャム、フール、ジュース、パイに使われる。フランスおよびイタリアでは、リキュールのベースとして使われ、シャーベットやその他のデザートのための人気の香味料である。ブルターニュでは、クレープのための香味料としてよく使われ、ヴォージュおよび中央高地では、ビルベリータルト（仏: tarte aux myrtilles）は伝統的なデザートである。ルーマニアでは、ビルベリーはアフィナータと呼ばれるリキュールのベースとして使用されている（ビルベリーはルーマニア語でafină）。ビルベリーは一部のチョウの幼虫の餌となる。

## 医薬用途の可能性
俗に、「視力回復によい」「動脈硬化や老化を防ぐ」「炎症をふせぐ」等といわれているが、人での有効性・安全性については、質の高い臨床試験は、ほとんど行われていない。アメリカ国立補完統合衛生センター(NCCIH)は、ビルベリーの実や葉が健康を改善させるという説を支持する科学的根拠は十分ではない(not enough scientific evidence)としている。NCCIHは夜間の視力を改善させるという説について、臨床試験ではその効果を確認できていないとしている。
食品化学からも、食事から摂取したアントシアニンがそのまま吸収され、目に届くことは考えにくい。アントシアニンは、「それ自体が酸化・分解しやすく、中性からアルカリ性では容易に分解する。また、水溶性であり、人の体にほとんど吸収されない（胃や腸などの消化管を通過できない）。
ビルベリーが目に良いと注目されたのは、第二次世界大戦中に英国空軍のパイロットが夜間の作戦における視力をはっきりとさせるためにビルベリージャムを摂取したという逸話から始まっているが、この話はレーダーの性能をドイツに知られないようにするためにイギリスが流したデマ（プロパガンダ）だったと言われている。2004年のシステマティックレビューはランダム化比較試験5研究、そうでない試験7研究から、夜間視力の改善について厳格な試験による裏付けはないとした。
ビルベリーは、抗酸化作用を有するものもあるフラボノイド類のよい供給源として認識されている。ビルベリーの果実はアントシアニンやオリゴメリック・プロシアニジンを含んでいる。アントシアニン含有量は同じ産地でも大きく異なり、市販されている40種の商品を検査したところ、10種類には全くアントシアンが含まれていなかった。
ビルベリーの葉には比較的高濃度のクロムが含まる。葉は人体に有害とされ、1.5g/kgの連日投与で死亡する危険があるとされている。
ラットでの実験では、ビルベリー摂取が加齢黄斑変性といった眼の疾患を阻害あるいは回復させるという予備的証拠が得られている。